# Alinne Moraes
Aline Cristine Dorelli de Magalhães e Morais (Sorocaba, 22 de diciembre de 1982), más conocida por el nombre artístico Alinne Moraes, es una actriz y modelo brasileña.

## Primeros años
Alinne Moraes nació en Sorocaba, São Paulo. Antes de convertirse en actriz, trabajó como modelo profesional. Comenzó a modelar a los 12 años, finalizando su carrera a los 18 años.

## Carrera
Su debut como actriz fue en la telenovela Coração de Estudante, donde interpretó a una joven madre soltera.

## Filmografía

### Cine
| Año  | Película                                 | Papel              | Notas |
| ---- | ---------------------------------------- | ------------------ | ----- |
| 2011 | O Homem do Futuro                        | Helena             |       |
| 2011 | Heleno                                   | Silvia             |       |
| 2009 | Flordelis - basta uma palavra para mudar | Vanessa dos Santos |       |
| 2009 | Os Normais 2                             | Chica de compañía  |       |
| 2006 | Fica Comigo Esta Noite                   | Laura              |       |

### Televisión
| Año  | Título                         | Papel                                                           | Notas                                                   |
| ---- | ------------------------------ | --------------------------------------------------------------- | ------------------------------------------------------- |
| 2018 | Espelho da Vida                | Isabel Goulartmais/Dora Almeida                                 | Telenovela (protagonista antagónica)                    |
| 2016 | Rock Story                     | Diana Santiago                                                  | Telenovela (protagonista antagónica)                    |
| 2015 | Além do Tempo                  | Lívia Diffiori Castellini (1ª fase) / Lívia Beraldini (2ª fase) | Telenovela (protagonista)                               |
| 2013 | O Dentista Mascarado           | Trintona Bonita Tá                                              | Serie de televisión (participación especial)            |
| 2012 | Como Aproveitar o Fim do Mundo | Kátia Maia                                                      | Serie de televisión                                     |
| 2011 | El astro                       | Lili                                                            | Telenovela (coprotagonista)                             |
| 2011 | Amor em Quatro Atos            | Vera                                                            | Serie de televisión                                     |
| 2011 | Cuento encantado               | Reyna Cristina                                                  | Telenovela (participación especial)                     |
| 2010 | As Cariocas                    | Nádia                                                           |                                                         |
| 2009 | Vivir la vida                  | Luciano Saldanha Ribeiro Machado                                | Telenovela (coprotagonista)                             |
| 2007 | Minha Nada Mole Vida           | Bel Schetini                                                    | Serie de televisión (episodio: Bel dos Sete Véus)       |
| 2007 | Dos caras                      | Maria Sílvia Barreto Pessoa de Moraes                           | Telenovela (antagonista)                                |
| 2007 | Casseta & Planeta              | Sharolaine                                                      | Serie de televisión (episodio: High Schoolacho Musical) |
| 2005 | Bang Bang                      | Penny McGold Lane                                               | Telenovela                                              |
| 2004 | El color del pecado            | Moa Nascimento                                                  | Telenovela                                              |
| 2004 | Como una ola                   | Mônica Paiva (Nina)                                             | Telenovela (protagonista)                               |
| 2003 | Mujeres apasionadas            | Clara Rezende                                                   | Telenovela                                              |
| 2002 | Os Normais                     | Gina                                                            | Serie de televisión (episodio: Uma experiência normal)  |
| 2002 | Corazón de estudiante          | Rosana Santos                                                   | Telenovela                                              |